# ميتش ماير
ميتش ماير (بالإنجليزية: Mitch Maier)‏ هو لاعب كرة قاعدة أمريكي، ولد في 30 يونيو 1982 في بيتوسكي في الولايات المتحدة.

## وصلات خارجية
- ميتش ماير على موقع دوري كرة القاعدة الرئيسي (الإنجليزية)
- ميتش ماير على موقعبيزبول رفرنس.كوم (الدوري الرئيسي) (الإنجليزية)
- ميتش ماير على موقعبيزبول رفرنس.كوم (الدوري الثانوي) (الإنجليزية)
- ميتش ماير على موقع إي إس بي إن.كوم (أم.أل.بي) (الإنجليزية)
- ميتش ماير على موقع مشجعي الرسوم البيانية (الإنجليزية)